# Philoliche candidolimbata
Philoliche candidolimbata är en tvåvingeart som först beskrevs av Austen 1911.  Philoliche candidolimbata ingår i släktet Philoliche och familjen bromsar. Inga underarter finns listade i Catalogue of Life.